# Neil Sloane

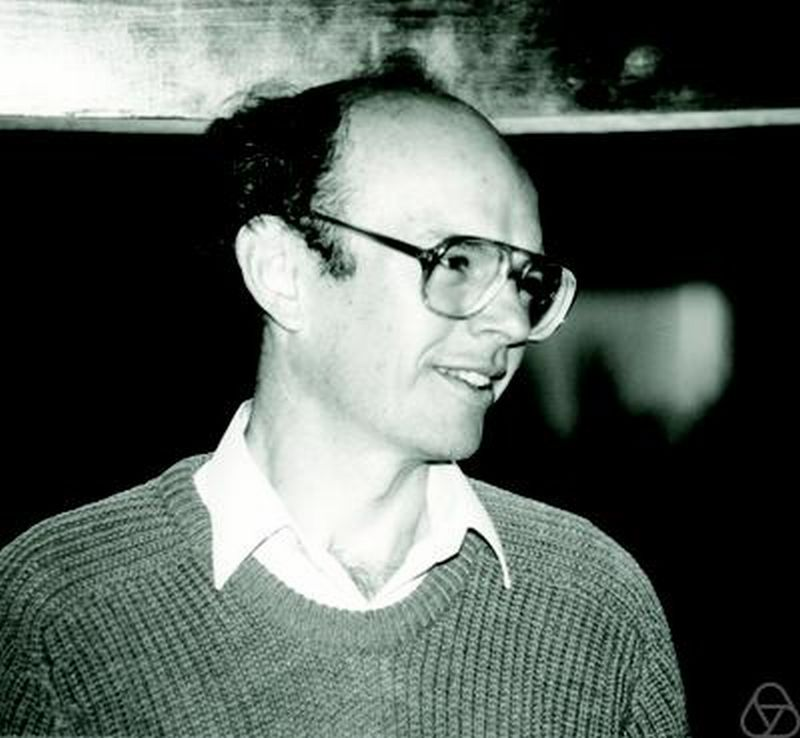
Neil Sloane, Oberwolfach 1987

Neil James Alexander Sloane (* 10. Oktober 1939 in Beaumaris, Wales) ist ein britisch-australischer Mathematiker, der sich vor allem mit Kombinatorik beschäftigt.

## Leben und Wirken
Neil Sloane studierte an der Universität Melbourne (Bachelor 1960) und an der Cornell University, wo er 1964 seinen Master-Abschluss machte und 1967 bei Frederick Jelinek (und Wolfgang Fuchs) promoviert wurde (Lengths of Cycle Times in Random Neural Networks). Ab 1967 war er Assistant Professor in der Fakultät für Elektrotechnik der Cornell University und ab 1969 bei den damaligen AT&T Bell Laboratories, wo er seit 1998 „Technology Leader“ ist (heute in Florham Park, New Jersey). Nach über vierzig Jahren ging er bei den Bell Labs in den Ruhestand. Er lehrt auch an der Rutgers University. Er wohnt in Highland Park, New Jersey.
Sloane beschäftigte sich mit Kodierungstheorie, wo er als einer der führenden Experten gilt. Seine Arbeiten u. a. zu fehlerkorrigierenden Codes fanden Anwendung z. B. in der Kommunikation in Unterwasser-Glasfaser-Kabeln und in Hochgeschwindigkeits-Modems. Er ist mit Florence MacWilliams Verfasser eines Standardwerks über fehlerkorrigierende Codes und mit John Conway über Kugelpackungen, Gitter und Codes (dichteste Kugelpackungen sind wichtig für die Entwicklung effizienter Codes). Er ist auch für seine On-Line Encyclopedia of Integer Sequences (OEIS) bekannt, die er 1964 startete (sie begann aus Fragestellungen in seiner Dissertation über neuronale Netzwerke).
1979 erhielt er den Chauvenet-Preis. Er erhielt die IEEE Centennial Medal, 1998 den Claude E. Shannon Award und 2005 die Richard-W.-Hamming-Medaille. Seit 1998 ist er Mitglied der National Academy of Engineering und AT&T-Fellow. Für 2013 wurde ihm der George Pólya Award zugesprochen. Er ist Fellow der American Mathematical Society.
1993 gab er mit Aaron D. Wyner die gesammelten Werke von Claude Shannon heraus.
Nach ihm benannt wurde Sloanes Gap, eine erkannte Lücke in der Häufigkeitsverteilung der Zahlen in allen Folgen der OEIS.
Er ist auch passionierter Felskletterer und hat einen Führer zu den Kletterrouten in New Jersey geschrieben (mit Paul Nick Rock Climbing New Jersey, Falcon Press, 2000).

## Schriften
- A Handbook of Integer Sequences, Academic Press, 1973, aktualisiert als:
  - mit Simon Plouffe: The Encyclopedia of Integer Sequence, Academic Press, 1995.
- A Short Course on Error-Correcting Codes, Springer-Verlag, 1975.
- mit F. Jessie MacWilliams: The Theory of Error-Correcting Codes, North-Holland, 1977.
- mit M. Harwit: Hadamard Transform Optics, Academic Press, 1979.
- mit John Conway: Sphere-Packings, Lattices and Groups, Springer-Verlag, 1988, 1993, 3. Auflage 1988.
- mit A. S. Hedayat, John Stufken: Orthogonal Arrays: Theory and Practice, Springer-Verlag, 1999.